# Monte Jano (León)
El Monte Jano es un cerro de la provincia de León, en la comunidad autónoma de Castilla y León, España. Se encuentra entre los valles de los ríos Esla y Porma y termina algo antes de su confluencia, justo en la ciudad astur-romana de Lancia (cuyos pobladores romanos le dieron el nombre), construida en ese acantilado con una perspectiva bélica y defensora por sus primeros habitantes astures.
Perteneciente al municipio de Villasabariego, el cerro está repartido entre las localidades o pueblos que lo componen y rodean:
- Villasabariego, presidiendo en la cima del cerro.
- Villafalé
- Villamoros de Mansilla, municipio de Mansilla Mayor
- Villafañe
- Villiguer
- Villacontilde
- Valle de Mansilla
- San Miguel de Escalada o Valdavasta.

## Etimología
La ciudad de Lancia era donde empezaba toda la zona libre de dominio romano; los romanos que conquistaron el noroeste de la península nombraron el cerro en honor al dios romano Jano, dios de las dos cabezas, de las puertas, de los comienzos y los finales, en alegoría a la férrea defensa de su territorio que hacían los astures.

## Enclaves en el Monte Jano
Varios de los pueblos poseen obras arquitectónicas en este monte, como la ciudad ya mencionada de Lancia en Villasabariego, los diversos eremitorios llamados cuevas del Moro que eran viviendas excavadas en la montaña de monjes ermitaños anacoretas que se retiraban de las poblaciones a vivir en la oración durante la Alta Edad Media, el Monasterio de San Miguel de Escalada del pueblo con el mismo nombre, o las diversas "bodegas" (construcción subterránea típica de la zona para fermentar y consumir el vino) que algunos de los pueblos tienen excavadas en dicho cerro.
Además, el pueblo de Villasabariego, centro administrativo del Ayuntamiento del mismo nombre, está situado en lo alto del cerro, dominando los dos valles y los pueblos que en ellos habitan.

## Actividades en el Monte Jano
- Agricultura cerealista de secano básicamente (como el trigo, cebada, avena, etc.), dado su clima seco al ser una altiplanicie, y a pesar de estar rodeado por dos valles, lo que le hace ser muy productivo.

- Algo de ganadería, pequeños rumiantes sobre todo, por ser especialistas en el ramoneo y aprovechamiento de pastos.

- Antiguamente era importante la cría de palomas para la alimentación en palomares que aún se mantienen en pie.
- La Caza, importante actividad, pues en la zona del "Monte Jano" hay gran número y varierad de especies cinegéticas como el lobo, el zorro, la perdiz, la codorniz, la paloma bravía, la tórtola, el jabalí, la liebre o el conejo.
- Excursiones guiadas culturales-arqueológicas a la ciudad de Lancia y al Museo de dicha ciudad en Villasabariego.